# L’Île-d’Elle
L’Île-d’Elle – miejscowość i gmina we Francji, w regionie Kraj Loary, w departamencie Wandea.
Według danych na rok 1990 gminę zamieszkiwały 1352 osoby, a gęstość zaludnienia wynosiła 71 osób/km² (wśród 1504 gmin Kraju Loary L’Île-d’Elle plasuje się na 446. miejscu pod względem liczby ludności, natomiast pod względem powierzchni na miejscu 588.).